# Neocallitropsis pancheri

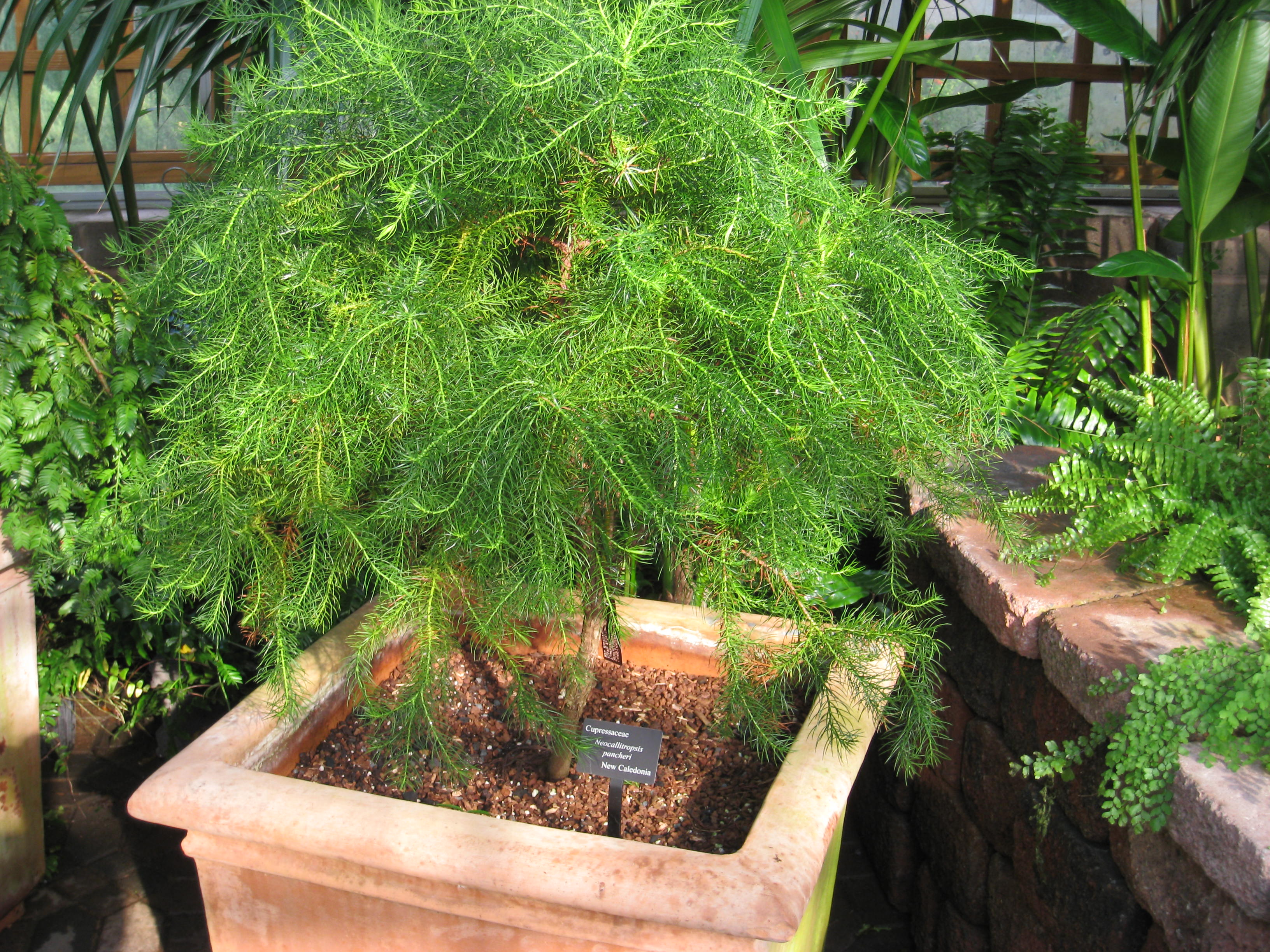
Mladý jedinec

Neocallitropsis pancheri je stálezelený, dvoudomý, jehličnatý strom vonící po kafru, jenž roste pouze na souostroví Nová Kaledonie na jihovýchodě Melanésie v Tichém oceánu. Je jedním z nejvzácnějším stromů, patří mezi vývojově nejstarší jehličnany na světě. Dříve byl tento druh směšován s rodem Callitris, k němuž má fylogeneticky velmi blízko. Po důkladném vědeckém prověření genetických vztahů byl ale zařazen do pro něj speciálně vytvořeného monotypického rodu Neocallitropsis, jenž v rámci cypřišovitých patří do podčeledi Callitroideae. Nynější rodové jméno vychází z podobnosti s rodem Callitris a druhové jméno je upomínka na francouzského botanika Jeana Armanda Isidora Panchera, pracujícího v polovině 19. století přes 10 let na Nové Kaledonii.

## Rozšíření
Tato exotická, endemitní dřevina se vyskytuje pouze na největším novokaledonském ostrově Grande Terre. Roste v jeho jižní části, kde je rozptýlena do 12 různě velkých arel, obvykle v těžko dostupném hornatém terénu. Tři z nich obsahují o málo víc než 1000 jedinců, dvě jich mají několik stovek a zbytek je tvořen skupinkami tvořenými od 2 do 40 stromů. Jedna odloučená, asi 180 km vzdálená skupina, je tvořena 45 jedinci a nachází na středozápadě ostrova. Celková velikost populace byla v roce 2010 odhadována na 2500 stromů.

## Ekologie
Vyskytuje se podél údolních a horských řek a potoků v nadmořské výšce od 30 do 1140 m n. m. Roste v křovinatém prostředí připomínající středomořskou makchii, na ultramafických substrátech na podloží utvořeném serpentinitem. Půda je tam načervenalá, málo úrodná a místy obsahuje niklovou rudu garnierit. Strom je náchylný na poškození chladem (vadí mu již teplota nižší než +4 °C) a v evropských botanických zahradách se proto nepěstuje.

## Popis
Neopadavý, dvoudomý, jehličnatý strom dosahující maximální výšky 10 m nebo keř vysoký do 2 metrů. Strom je štíhlého nebo širokého tvaru, někdy bývá vícekmený, často je ovšem nepravidelný a větve se odklánějí za sluncem. Kůra kmene je v mládí hnědá a ve stáří šedohnědá, je víceméně hladká a ve stáří se odlupuje v tenkých vláknitých pruzích. Dřevo má silnou kafrovou vůni.
Tvar listů se mění s věkem stromu, mladí jedinci je mají rovné, dlouhé 8 až 14 mm a široké 0,8 mm, ve středním věku jsou listy u vrcholu vzhůru zakřivené a dlouhé 6 až 15 mm a široké 1,8 až 2,5 mm, dospělci mají listy dlouhé 4 až 5 mm a široké 2 mm. Listy jsou zelené nebo žlutozelené, tuhé, kopinaté a s několika řadami dýchacích průduchů. Charakteristickým rysem rodu Neocallitropsis je neobvykle uspořádaní listů, vyrůstají v přeslenech po čtyřech a jednotlivé přesleny jsou vzájemně pootočené o 45°, takže na větvičce vytvářejí osm řad listů.
Samčí strom má šištice terminální, kulovité, dlouhé až 10 mm a široké do 6 mm, mikrosporofyly jsou na základně šištic velké 3×3 mm a směrem vzhůru se podstatně zmenšují. Samičí strom má šištice velké 1,5 až 2 cm, jež rostou na koncích krátkých větviček. Jsou tvořené osmi čárkovitými semennými šupinami velkými 7×2 mm, které vytvářejí dva čtyřčetné přesleny a uvnitř mají pyramidální sloupek. Bazální šupiny šištic mívají po jednom vajíčku, šupiny v druhé řadě mohou mít jedno až dvě vajíčka. Šištice dozrávají v roce opylení, ve zralosti jsou velké asi 1,5 cm a jedna obsahuje průměrně jedno až čtyři plodná semena. Semena mívají tři nebo čtyři hrany, jsou velká asi 6×2 mm a mají nevelké, blanité křídlo asi 0,6 mm velké.

## Ohrožení
Neocallitropsis pancheri roste extrémně pomalu, jeho dřevo má velkou hustotu, je pevné, odolné proti hnilobě a obsahuje voňavý olej velmi žádaný v parfumérii. Jeho subpopulace jsou z geografického a ekologického pohledu vzájemně roztříštěné. Ještě koncem 20. století se stromy i přes zákaz kácely pro potřebu důlního průmyslu (těžba niklu) a při vodních stavbách (přehrada Yaté), stejně jako pro jeho aromatický olej; nutnost jejich ochrany ještě nepronikla do povědomí místních lidí. Ohrožení tohoto druhu je natolik vážné, že je zakázáno jakékoliv kácení i suchých stromů. Několik jižních subpopulací se vyskytuje v chráněných oblastech, stromy jsou však i tam ohrožovány požáry, které ve vyschlé, křovinaté a špatně dostupné krajině vznikají přirozeně nebo lidským přičiněním. Druh Neocallitropsis pancheri je proto Mezinárodním svazem ochrany přírody (IUCN) prohlášen za ohrožený druh.